# Флоренс Касел
Детективка наредница Флоренс Касел је лик у криминалистичкој драмској телевизијској серији Смрт у рају кога тумачи Жозефин Жобер.

## Позадина
Флоренс су подигли мајка и отац на Јамајци са 5 браће. Са 27 година, Флоренс, која је поднела захтев да ради као полицајка (који је касније прихваћен), уведена је у 4. серијалу као замена за Фидела Беста који је био у прва три серијала. Била је полицајка у првој половини серијала пре него што је унапређена у детективку наредницу након одласка ДН Камил Бордеј глумице Саре Мартинс.

## Првобитно појављивање (2015−22)
Од 4. до 6. серијала радила је заједно са инспектором Хамфријем Гудменом пре него што је он отишао у Лондон са својом вереницом Мартом Лојд. Новог детектива, инспектора Џека Мунија, Флоренс је представила остатку екипе пошто је помогао Хамфрију у случају који се одиграо у Лондону. Била је у вези са Патрисом Кембелом који јој касније постаје вереник. Ово је на крају довело до првог Флоренсиног излаза пошто је он убијен, а она једва преживљава па је напустила Сент Мери. Њена глумица Жозефин Жобер је даље рекла да мора да напусти серију ради кратке паузе из личних и професионалних разлога. Потврђено је да ће је заменити ДН Дума која ће се појавити у крајем 8. и у целом 9. серијалу.
Флоренс се враћа у 10. серијалу у Сент Мери, а начелник Селвин Патерсон јој враћа стари посао пошто је Мадлен Дима отишла са његовом братаницом Руби. Она упознаје Невила Паркера, којег тумачи Ралф Литл, у незгодном сусрету. Током целог 10. серијала, Невил је гајио осећања према Флоренс и на крају ју је питао да ли жели да изађе са њим. У 1. епизоди 11. серијала откривен је одговор.
Током 11. серијала Флоренс је понуђен тајни задатак и њен први задатак је био да ухвати мафијашку шефицу Миранду Присли за коју се претпостављало да је води нарко клан. Невил и екипа удружују снаге са њом када се догодило убиство у које је укључена Миранда. Очајнички, Флоренс покушава да добије што више података без сумње да би решила убиство и на крају хвата Миранду и њену банду. У четвртој епизоди, Миранда држи Флоренс на нишану и открива да је на тајном задатку. Недалеко од полицијске станице чула се пуцњава, а Невил, Марлон, Наоми и Дарлин су пожурили да је спасу пре него што буде прекасно. По доласку, Флоренс је преживела и у последњем тренутку извукла ватрено оружје. Она је још једном напустила острво да би отишла у заштиту сведока пошто је поново замало погинула. Њен излазак био је шок за гледаоце.

## Гостовање (2024)
У мају 2023. у реакцији на објаву на званичној Инстаграм страници Смрт у рају о снимању 13. серијала, Жоберова је наговестила да ће вероватно поново да глуми у серији. Она се придружила глумачкој постави 2024. године, на крају шесте епизоде, непосредно пре одјавне шпице.
У следећој епизоди, потврђено је да је Флоренс статус заштите сведока укинут и да је поново могла да се врати нормалном животу. Она се поново уједињује са Двејном и Дарлин на плажи док је ангажована да реши сложен случај на Сент Огусту. У међувремену, Невил и Наоми раде на случају на Сент Мерију. Невил се поново срео са Флоренс преко фејстајма да би помогао у прикупљању података о случају. Флоренс и Дарлин одлазе у кафану на Сент Огусту где јој Флоренс на крају говори да јој је Невил недостајао много више него што је мислила. Дарлин касније говори Флоренс да Невил иде на пут и да напушта Сент Мери.
У последњој епизоди 13. серијала, Флоренс се враћа на Сент Мери и поново се сусреће са свима. Када је дошао на свој брод са намером да отпутује, Невил се вратио и зауставио је да јој каже своја осећања, са циљем да буде са њом. Пар заједно одлази уз залазак сунца бродом.